# Panzer General III: Scorched Earth
 Panzer General III: Scorched Earth est un jeu vidéo de type wargame développé et publié par Mattel Interactive en septembre 2000. Le jeu est basé sur Panzer General 3D Assault, développé par Strategic Simulations, le studio ayant été racheté par Mattel. Le jeu se déroule sur le front de l’est  pendant la Seconde Guerre mondiale.

## Accueil
| Panzer General III |      |       |
| Média              | Pays | Notes |
| Eurogamer          | US   | 7/10  |
| GameSpot           | US   | 58 %  |
| IGN                | US   | 79 %  |
| Jeuxvideo.com      | FR   | 15/20 |
| Joystick           | FR   | 79 %  |
| PC Fun             | FR   | 15/20 |
| PC Jeux            | FR   | 82 %  |